# Vrchy (Neustupov)
Vrchy (Duits: Werch) is een Tsjechische plaats in de gemeente Neustupov, regio Midden-Bohemen, en maakt deel uit van het district Benešov. Het dorp ligt op 1 kilometer afstand van Neustupov.
Vrchy telt 2 inwoners (2021).

## Geschiedenis
De eerste schriftelijke vermelding van het dorp dateert van 1652.
Sinds 1960 is Vrchy ondergebracht bij het district Benešov.

## Verkeer en vervoer

### Autowegen
Er leidt een regionale weg naar het dorp.

### Spoorlijnen
Er is geen station in Vrchy. Het dichtstbijzijnde station is in Votice, op zo'n 9,5 kilometer afstand. Dat station ligt aan spoorlijn 220 van Praag naar Tábor.

### Buslijnen
Er is geen bushalte in Vrchy. De dichtstbijzijnde bushalte is in Neustupov, op 1,5 kilometer afstand.